# بيكهدان (علي أباد ملك)
بیکهدان (بالفارسية: بکهدان) هي منطقة سكنية تقع في إيران في قسم علي أباد ملك الريفي. يقدر عدد سكانها بـحوالي 817 نسمة.